# Reinier Monteagudo
Reinier Monteagudo Romero – kubański zapaśnik walczący w stylu klasycznym. Złoty medalista mistrzostw panamerykańskich w 2015 roku.